# Bronisław Markiewicz
Bronisław Markiewicz (Pruchnik, 13. srpnja 1842. – Miejsce Piastowe, 29. siječnja 1912.), poljski svećenik, salezijanac, pedagog, utemeljitelj Kongregacije svetog Mihaela Arkanđela i blaženik.

## Životopis
Rođen je 13. srpnja 1842. godine u Pruchniku, kao šesto od jedanaestero djece općinskog načelnika Jana Markiewicza i Marianne Gryziecke. Školovao se u obližnjem Przemyślu, u kojem je 1863. završio gimnaziju, a potom i bogosloviju. Za svećenika biskupije u Przemyślu je zaređen 15. rujna 1867. Kao kapelan u selu Harti i u katedrali u Przemyślu je djelovao 6 godina. Nakon toga je dvije godine studirao pedagogiju, filozofiju i povijest na sveučilištima u Lavovu i Krakówu. Godine 1882. je postao profesor pastoralne teologije na bogosloviji u Przemyślu. U Torinu je 1885. postao učenik svetog Ivana Bosca. Godinu dana poslije stupa u salezijanski red. Obolio je 1889. godine od tuberkuloze i našao se na rubu smrti.
23. ožujka 1892. se nakon oporavka vraća u Poljsku gdje je služio kao župnik u selu Miejsce Piastowe. Uz odobrenje biskupa, svetog Josipa Sebastijana Pelczara te uz pomoć suradnika, počeo se brinuti o stotinama dječaka i djevojčica. Godine 1897. je osnovao Kongregaciju svetog Mihaela Arkanđela. Umro je 29. siječnja 1912. u Miejscu Piastowu. Blaženim ga je proglasio 19. lipnja 2005. papa Benedikt XVI.